# Augusto Calore
Augusto Calore (Maserà di Padova, 1886 – Lacco Ameno, 1978) was een fascistisch politicus in de provincie Padua, in het koninkrijk Italië.

## Levensloop
Calore studeerde rechtsgeleerdheid en advocatuur aan de Universiteit van Padua. Tijdens de Eerste Wereldoorlog richtte hij een fascistische stootgroep op van herenboeren op het platteland van Padua. Deze heette Associazione Agraria. Calore was familie van herenboeren die jongemannen in een knokploeg samen brachten. Advocaat Calore was de organisatorische kracht hierachter. Vanaf 1920 noemde deze groep zich een ‘gewapende stootploeg’ of struttura militare di squadre armata. 
Van 1924 tot 1934 was Calore parlementslid. Hij werd tweemaal verkozen tot lid van de Camera dei Deputati in Rome, en dit voor de fascistische partij van Benito Mussolini. In zijn parlementaire periode was hij actief als journalist en voorzitter van de voetbalploeg Calcio Padova.
Na de Tweede Wereldoorlog verhuisde Calore naar Napels en verdween van het politieke toneel.